# Corriol oriental
El corriol oriental
(Anarhynchus veredus) és una espècie d'ocell de la família dels caràdrids (Charadriidae) que habita llacs i rius de Sibèria meridional, Mongòlia i Manxúria en estiu, i en hivern del nord i centre d'Austràlia.